# Previously Unaired Christmas
Previously Unaired Christmas je osmá epizoda páté série amerického seriálu Glee a v celkovém pořadí devadesátá šestá epizoda. Poprvé se vysílala ve Spojených státech dne 5. prosince 2013 na televizním kanálu Fox.
Epizoda měla být původně uvedena již ve čtvrté sérii, proto její děj nenavazuje na sezónu pátou.

## Obsah epizody
Tento speciální vánoční díl začíná, když herečka Jane Lynchová vysvětluje divákům, že tento díl se měl původně vysílat jako vánoční speciál v roce 2012, ale byl zamítnut, protože obsah byl příliš urážlivý. Fanoušci ale přesvědčili tvůrce a epizoda je nakonec odvysílána s několika změnami.
V roce 2012 vedoucí sboru Will Schuester (Matthew Morrison) vybere Sama Evanse (Chord Overstreet) a Tinu Cohen-Chang (Jenna Ushkowitz), aby reprezentovali New Directions pro každoroční soutěž zdobení vánočního stromku a Tina se stane posedlou k získání hlavní ceny, kterou je soška anděla. Později trenérka fotbalu Shannon Beiste (Dot-Marie Jones) oznámí, že školní betlém byl zničen a ředitel Figgins (Iqbal Theba) požádal vánoční kroužek, ve kterém jsou všichni členové New Directions, aby vytvořili živý betlém. Tina, Marley Rose (Melissa Benoist) a Wade „Unique“ Adams (Alex Newell) soutěží o roli Panny Marie a nabádají Kitty Wilde (Becca Tobin), aby se spolu s nimi zúčastnila konkurzu, ona to ale odmítá.
V New Yorku jsou Rachel Berry (Lea Michele) a Kurt Hummel (Chris Colfer) překvapeni návštěvou Santany Lopez (Naya Rivera), která se stále vzpamatovává z rozchodu s Brittany Pierce. Rachel přijímá práci jako vánoční elf a přesvědčí Kurta a Santanu, aby se k ní přidali. Nicméně Santa v obchodním centru (M. C. Gainey) je opilý a odmítá komunikovat s netrpělivým davem. Rachel, Santana a Kurt se snaží odlákat jejich pozornost písní „Here Comes Santa Claus“, ale marně, a tak Rachel a Kurt přesvědčí Santanu, aby se oblékla jako paní Clausová a mluvila s dětmi, ale její komentáře pouze rozzlobí místní rodiče i děti.
V Limě, Sam a Tina narazí na Becky Jackson (Lauren Potter), která používá jmelí, aby je donutila políbit ji. Trenérka roztleskávaček Sue Sylvester uslyší Tinu, která říká, že Becky si toho může dovolit více než ostatní studenti a Sue s tím souhlasí a oznámí jim, že tento rok je stanovena porotkyní pro hodnocení výzdoby a sbor bude hodnotit jako poslední. New Directions zdobí svůj vánoční stromek a zpívají „Rockin' Around the Christmas Tree“ a i Sue je donucena přiznat, že se jim to opravdu povedlo. Sbor se poté přemístí do sálu, kde Marley, Tina a Unique zpívají „Mary's Boy Child“ pro konkurz na roli Panny Marie, zatímco je Kitty ze znechucením sleduje.
Mezitím zpět v New Yorku, Rachel, Kurt a Santana jsou okouzleni náhradníkem za opilého Santu, Codym Tolentinem (Bryce Johnson), atraktivním mužem, který si získá Kurtovu pozornost. Cody přesvědčí trojici přátel, aby ho pozvala k nim na večeři, kde se opijí a heliovým hlasem zpívají „Christmas Don't Be Late“. Když se Rachel a Santana následující den probudí, najdou vyloupený byt a svázaného Kurta a zjistí, že Cody byl podvodník.
Zpět v Limě, Will a Beiste oznámí obsazení pro živý betlém, a roli Panny Marie si zahraje Marley. Kitty se posmívá tomuto rozhodnutí a když se jí na to Marley zeptá, tak přizná, že se necítí být hodna role Panny Marie. Marley řekne ve sboru, že cítí, že si Kitty roli zaslouží a spolu se sborem organizuje plán, jak jí přimět, aby roli hrála. Následující den, Will a Beiste pozvou Kitty, aby sledovala zkoušky na živý betlém, ve kterých Unique nahradí Marley v roli Panny Marie a provádí vysoce urážlivé ztvárnění písně „Love Child“. Kitty je zděšena a stane se dobrovolnicí pro roli a až pak zjistí, že toto vystoupení ji mělo přimět k tomu, aby roli vzala.
Když Sue oznámí, že sbor je vítězem zdobící soutěže, Sam a Tina si všimnou, že Becky je z prohry smutná, obzvláště, když Sue její sílo zkritizovala. Rozhodnou se jí rozveselit, darují ji sošku anděla a nabídnou jí roli malého Ježíška v živém betlémě, kterou Becky s radostí přijímá.
V New Yorku se Rachel omlouvá za to, co se stalo s Codym a sežene pro všechny tři novou brigádu, oživlé manekýny v módním obchodě. V Limě se New Directions a Becky spojí v představení živého betlému pro skupinu dětí. Obě strany zpívají „Away in a Manger“ a poté epizoda končí.

## Seznam písní
- „Here Comes Santa Claus“
- „Rockin' Around the Christmas Tree“
- „Mary's Boy Child – Oh My Lord“
- „The Chipmunk Song (Christmas Don't Be Late)“
- „Love Child“
- „Away in a Manger“

## Hrají
| Jacob Artist     | Jake Puckerman      |
| Melissa Benoist  | Marley Rose         |
| Chris Colfer     | Kurt Hummel         |
| Darren Criss     | Blaine Anderson     |
| Blake Jenner     | Ryder Lynn          |
| Jane Lynchová    | Sue Sylvester       |
| Kevin McHale     | Artie Abrams        |
| Lea Michele      | Rachel Berry        |
| Matthew Morrison | William Schuester   |
| Alex Newell      | Wade „Unique“ Adams |
| Chord Overstreet | Sam Evans           |
| Naya Rivera      | Santana Lopez       |
| Becca Tobin      | Kitty Wilde         |
| Jenna Ushkowitz  | Tina Cohen-Chang    |